# Iresine aurata
Iresine aurata är en amarantväxtart som först beskrevs av Carl Friedrich Philipp von Martius, och fick sitt nu gällande namn av David Nathaniel Friedrich Dietrich. Iresine aurata ingår i släktet Iresine och familjen amarantväxter. Inga underarter finns listade i Catalogue of Life.